# John D. MacDonald
John D. MacDonald (n. 24 iulie 1916, Sharon⁠(d), Pennsylvania, SUA – d. 28 decembrie 1986, Milwaukee, Wisconsin, SUA) a fost un scriitor american. A scris romane și povestiri scurte, numeroase în genul thriller.
MacDonald a fost un autor prolific de romane de crimă și suspans, multe dintre ele având loc în casa sa adoptată din Florida. Unul dintre cei mai de succes romancieri americani ai timpului său, MacDonald a vândut aproximativ 70 de milioane de cărți de-a lungul carierei sale.
Cele mai cunoscute lucrări ale sale includ seria populară Travis McGee foarte apreciată de critici  și romanul său din 1957, The Executioners, care a fost adaptat într-un film în 1962 și refăcut în 1991.
Stephen King, care a fost influențat și de MacDonald, a spus despre acesta că este „marele autor al epocii noastre și un povestitor fascinant”.

## Lucrări scrise

### SeriaTravis McGee
- (1964) The Deep Blue Good-by
- (1964) Nightmare in Pink
- (1964) A Purple Place for Dying
- (1964) The Quick Red Fox
- (1965) A Deadly Shade of Gold
- (1965) Bright Orange for the Shroud
- (1966) Darker than Amber
- (1966) One Fearful Yellow Eye
- (1968) Pale Gray for Guilt
- (1968) The Girl in the Plain Brown Wrapper
- (1969) Dress Her in Indigo
- (1970) The Long Lavender Look
- (1971) A Tan and Sandy Silence
- (1973) The Scarlet Ruse
- (1973) The Turquoise Lament
- (1975) The Dreadful Lemon Sky
- (1978) The Empty Copper Sea
- (1979) The Green Ripper
- (1981) Free Fall in Crimson
- (1982) Cinnamon Skin
- (1984) The Travis McGee Quiz Book (compilat de  John Brogan, introducere de MacDonald)
- (1985) The Lonely Silver Rain

### Romane de sine-stătătoare (fără cele SF)
- (1950) The Brass Cupcake
- (1951) Murder for the Bride
- (1951) Judge Me Not
- (1951) Weep for Me
- (1952) The Damned
- (1953) Dead Low Tide
- (1953) The Neon Jungle
- (1953) Cancel All Our Vows
- (1954) All These Condemned
- (1954) Area of Suspicion
- (1954) Contrary Pleasure
- (1955) A Bullet for Cinderella (republicat ca On the Make)
- (1956) Cry Hard, Cry Fast
- (1956) April Evil
- (1956) Border Town Girl (republicat ca Five Star Fugitive)/ Linda
- (1956) Murder in the Wind (republicat ca Hurricane)
- (1956) You Live Once (republicat ca You Kill Me)
- (1957) Death Trap
- (1957) The Price of Murder
- (1957) The Empty Trap
- (1957) A Man of Affairs
- (1958) The Deceivers
- (1958) Clemmie
- (1958) The Executioners  (republicat sub denumirea Cape Fear)
- (1958) Soft Touch
- (1959) Deadly Welcome
- (1959) The Beach Girls
- (1959) Please Write for Details
- (1959) The Crossroads
- (1960) Slam the Big Door
- (1960) The Only Girl in the Game
- (1960) The End of the Night
- (1961) Where is Janice Gantry?
- (1961) One Monday We Killed Them All
- (1962) A Key to the Suite
- (1962) A Flash of Green
- (1963) I Could Go On Singing (novelizare a unui scenariu)
- (1963) On the Run
- (1963) The Drowner
- (1966) The Last One Left
- (1977) Condominium
- (1984) One More Sunday
- (1986) Barrier Island

### Antologii
- (1959) The Lethal Sex (o antologie de povestiri de mister de femei, editată de MacDonald)

### Culegeri de povestiri
- (1966) End of the Tiger and Other Stories
- (1971) S*E*V*E*N
- (1982) The Good Old Stuff
  - "Murder for Money" – Detective Tales, April 1952 as "All That Blood Money Can Buy"
  - "Death Writes the Answer" – New Detective Magazine, May 1950 as "This One Will Kill You"
  - "Miranda" – Fifteen Mystery Stories, October 1950
  - "They Let Me Live" – Doc Savage Magazine, July–August 1947
  - "Breathe No More" – Detective Tales, May 1950 as "Breathe No More, My Lovely"
  - "Some Hidden Grave" – Detective Tales, September 1950 as "The Lady is a Corpse"
  - "A Time for Dying" – New Detective Magazine, September 1948 as "Tune In on Station Homicide"
  - "Noose for a Tigress" – Dime Detective, August 1952
  - "Murder in Mind" – Mystery Book Magazine, Winter 1949
  - "Check Out at Dawn" – Detective Tales, May 1950 as "Night Watch"
  - "She Cannot Die" – Doc Savage Magazine, May–June 1948 as "The Tin Suitcase"
  - "Dead on the Pin" – Mystery Book Magazine, Summer 1950
  - "A Trap for the Careless" – Detective Tales, March 1950
- (1983) Two
- (1984) More Good Old Stuff
  - Deadly Damsel ("Killing All Men!", Black Mask, March 1949)
  - State Police Report That... ("You'll Never Escape", Dime Detective, May 1949)
  - Death for Sale ("My Mission Is Murder", Dime Detective, November 1947)
  - A Corpse in His Dreams (Mystery Book Magazine, Spring 1949)
  - I Accuse Myself ("The Scarred Hand", Doc Savage, November 1946)
  - A Place to Live ("Oh, Give Me a Hearse!", Dime Detective, October 1947)
  - Neighborly Interest ("Killers’ Nest", Detective Tales, February 1949)
  - The Night Is Over ("You've Got to Be Cold", The Shadow, April–May 1947)
  - Secret Stain ("Heritage of Hate", Black Mask, July 1949)
  - Even up the Odds (Detective Story Magazine, January 1948)
  - Verdict ("Three's a Shroud", New Detective, January 1949)
  - The High Gray Walls of Hate ("The High Walls of Hate", Dime Detective, February 1948)
  - Unmarried Widow ("A Corpse-Maker Goes Courting", Dime Detective, July 1949)
  - You Remember Jeanie (Crack Detective, May 1949)

- (1987) The Annex and Other Stories – O ediție foarte limitată cu 350 de exemplare, tipărită în Finlanda, conține povestirile preferate ale lui MacDonald [12]

### Science fiction

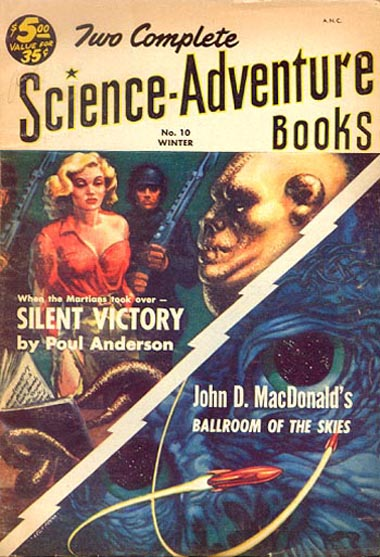
Romanul lui MacDonald din 1952 Ballroom of the Skies a fost tipărit ca Two Complete Science-Adventure Books în 1953, dar nu a apărut nicio ediție broșată până 1968.

- (1951) Wine of the Dreamers (republicat ca Planet of the Dreamers)
- (1952) Ballroom of the Skies
- (1962) The Girl, the Gold Watch & Everything
- (1978) Other Times, Other Worlds (povestiri science fiction alese de MacDonald și  Martin H. Greenberg)
- (1980) Time and Tomorrow (colecție cu cele trei romane science fiction ale lui MacDonald )

### Non-fiction
- (1965) The House Guests
- (1968) No Deadly Drug
- (1981) Nothing Can Go Wrong (cu Captain John H. Kilpack)
- (1986) A Friendship: The Letters of Dan Rowan and John D. MacDonald 1967-1974
- (1987) Reading for Survival